# Anachronisme
 (mars 2021).
Si vous disposez d'ouvrages ou d'articles de référence ou si vous connaissez des sites web de qualité traitant du thème abordé ici, merci de compléter l'article en donnant les références utiles à sa vérifiabilité et en les liant à la section « Notes et références ».

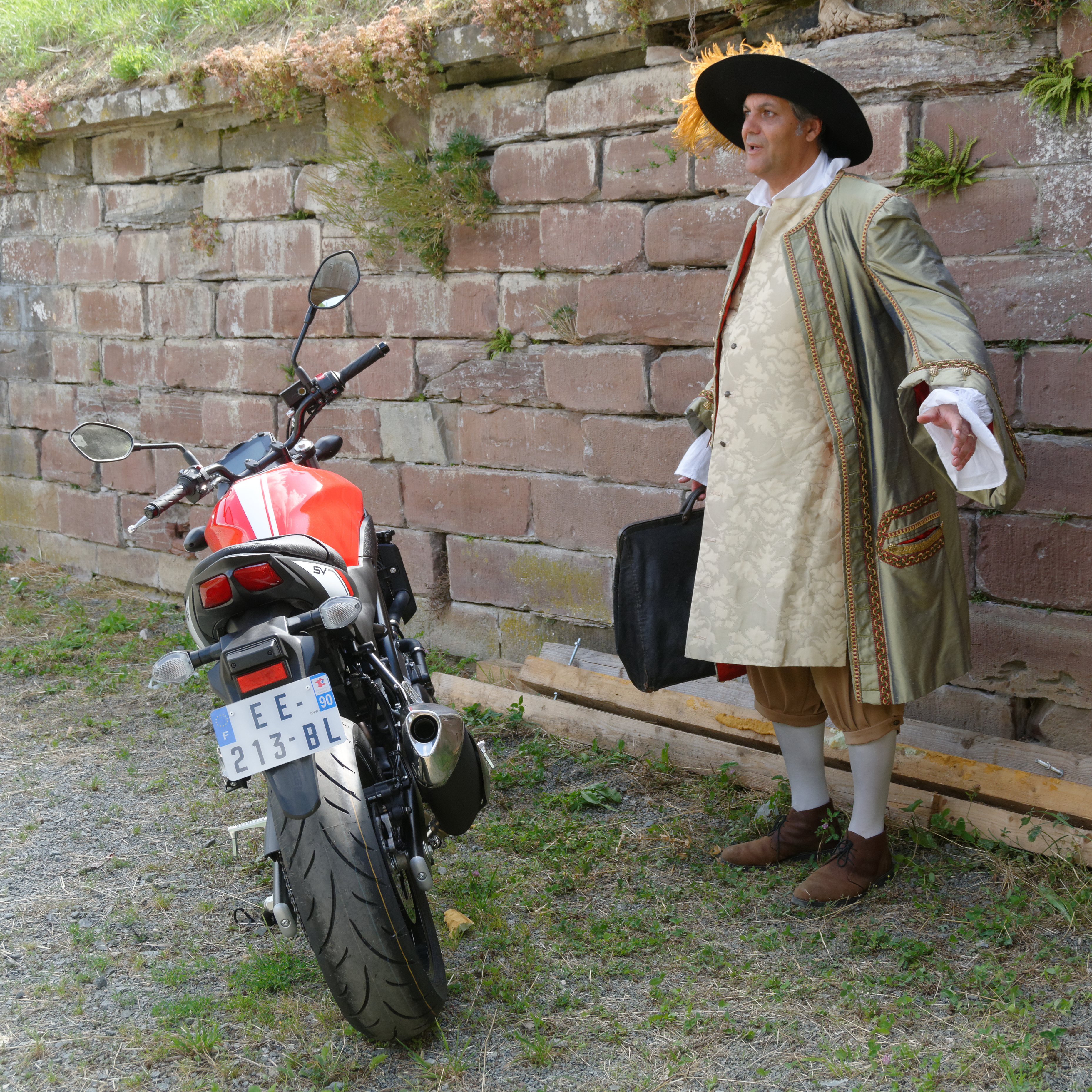
Une moto au XVIIIe siècle est un anachronisme.

Un anachronisme  (du grec ἀνὰ / aná, « en arrière », et χρόνος / khrónos, « temps ») dans une œuvre artistique, littéraire ou historique est une erreur de chronologie qui consiste à y placer un concept ou un objet qui n'existait pas encore à l'époque illustrée par l'œuvre.
Plus généralement, il consiste à attribuer à une époque ce qui appartient à une autre, qu'il s'agisse de placer un événement à une époque postérieure à celle où il s'est produit (parachronisme) ou à avancer sa date (prochronisme).
Par extension, c'est le décalage entre le moment où survient un fait et le moment où il devrait ou aurait dû se produire.

## Anachronisme littéraire et historique
Les anachronismes littéraires se retrouvent dans toute littérature à vocation historique où le rédacteur insère involontairement ou volontairement un fait, un personnage ou un objet qui ne correspond pas à l'époque de la scène relatée. C'est le cas de toute la littérature de science-fiction mais aussi de romans à trame historique comme Da Vinci code ou Les Rois maudits, où, par exemple, la guerre médiévale est présentée sous des formes qu'elle ne prendra que bien plus tard.
Lorsque l'anachronisme est volontaire, on parle d'uchronisme car il y a une volonté patente de modifier l'histoire telle que la révèlent les sources, pour l'aligner sur une trame donnée, que ce soit sur le plan politique ou théologique. L'anachronisme est parfois un recours doté d'une grande portée créatrice dans la littérature et les arts, y compris lorsque des auteurs réinvestissent des formes ou des genres littéraires ayant été touchés par un phénomène d'« obsolescence » ou de « caducité ».

## Anachronisme populaire et artistique
L'anachronisme populaire est à l'origine, et en même temps nourrit l'anachronisme dans les arts graphiques et du spectacle. Cela peut concerner la présence d'une technologie dans une période où elle n'existait pas encore (comme des canons dans les armées romaines ou des gouvernails d'étambot sur des navires antiques) ou, à l'inverse, d'un élément qui avait disparu à l'époque et dans le contexte considéré (comme des statues dans le palais d'un calife). Ils peuvent toutefois être issus de détails plus subtils, comme des comportements, des mœurs ou des idées peu habituels ou inexistants dans la période où ils sont placés (Achille traitant avec égards sa captive Briséis dans le film Troie).
Dans le feuilleton « Napoléon » en Pologne, en 1807, l'orchestre joue une valse de Strauss, composée après 1860. Dans le film « Il faut sauver le soldat Ryan », on trouve un soldat noir parmi les blancs, or les noirs combattaient dans des unités séparées (commandées par des blancs) et c'est seulement en 1945 qu'est constituée la première unité mixte ; la mixité dans l'armée ne se généralisera qu'avec la guerre de Corée et ne sera complète qu'au Vietnam. Dans « Le Fabuleux Destin d'Amélie Poulain » : Amélie enfant éteint un téléviseur avec une télécommande infrarouge qui n'existait pas en 1980. 
Ces anachronismes ne sont pas toujours involontaires (c'est-à-dire résultant de l'ignorance de l'auteur) ; en effet, certains peintres italiens de la Renaissance, étaient tout à fait conscients des différences vestimentaires entre leur époque et l'Antiquité mais réalisaient pourtant des scènes antiques dans le style qui leur était contemporain, afin que leur public puisse en ressentir l'actualité du thème.
Les anachronismes peuvent également constituer une forme d'humour ironique. Ils sont aussi utilisés dans les jeux des anomalies. Sofia Coppola a inséré volontairement un anachronisme dans son film Marie-Antoinette, en montrant une paire de Converse All Star lorsque la jeune reine choisit ses tenues et ses chaussures. Le film Deux heures moins le quart avant Jésus-Christ est entièrement basé sur le comique de l'anachronisme : par exemple, Léon Zitrone y présente un journal télévisé.
On retrouve le même monde anachronique dans la bande dessinée. Dans le journal de bandes dessinées Pif Gadget, l'homme préhistorique dénommé Rahan rencontre des dinosaures, et il réalise des inventions grâce à un raisonnement de type scientifique, sans compter son comportement social évolué. Les personnages comiques préhistoriques les Pierrafeu utilisent des techniques et outils du XXe siècle. Beaucoup de gags sont aussi basés sur l'anachronisme dans Astérix.